# John Ortberg
John Ortberg Junior (* 5. Mai 1957 in Rockford, USA) ist ein US-amerikanischer Psychologe, evangelischer Theologe, Bestsellerautor, Referent und ehemaliger Seniorpastor der Menlo Park Presbyterian Church (MPPC) in Kalifornien.

## Leben
John Ortberg (Junior) wuchs als Sohn des schwedischstämmigen Amerikaners John Ortberg (Senior) im eher ländlichen Rockford auf. Er studierte am Wheaton College in Wheaton   bei Chicago Theologie und schloss mit einem Bachelor ab. Danach studierte er klinische Psychologie am Fuller Theological Seminary in Pasadena, Los Angeles. Dort machte er auch einen Master und seine Doktorarbeit. Später hat er in Europa an der Universität von Aberdeen in Schottland, weiterstudiert.
1985 bis 1990 war er als Seniorpastor in der stark wachsenden Simi Valley Community Church in Ventura tätig, 1990 bis 1994 bei Horizons Community Church (heute: Baseline Community Church in Claremont, Kalifornien). 1994 zog er wieder nach Illinois, um als Lehrpastor in der Willow Creek Community Church in South Barrington bei Chicago tätig zu sein. 2003 kehrte er nach Kalifornien zurück, wo er bis zu seinem Rücktritt 2020 als Seniorpastor in der Menlo Park Presbyterian Church, einer Multi-Campus-Kirche in der Nähe von Stanford vorstand. Diese evangelische Kirche hat über 4000 Mitglieder.
Ortberg ist als Redner bei großen Konferenzen aufgetreten, er sprach bei Promise Keepers (2006), Westmont College (2007), Global Leadership Summit (2008 und 2012) und bei Willow Creek Leadership in Deutschland (2005, 2010 und 2012).
Ortberg hat auch etliche Bücher geschrieben und damit in den USA Auszeichnungen gewonnen: Christianity Today Book Award Gewinner 2002 für: The Life You've Always Wanted: Spiritual Disciplines for Ordinary People (mit über 500.000 verkauften Exemplaren bis 2008, in Deutsch: Das Leben, nach dem du dich sehnst) und ECPA Christian Book Award Gewinner 2008 für: When the game is over, its all goes back in the box (in Deutsch: Wenn das Spiel zu Ende ist, landet alles wieder in der Kiste). Mit dem neusten Werk Who is this man? (2012; in Deutsch: Weltbeweger, 2013) landete Ortberg auf der amerikanischen Bestsellerliste.
Seit 2013 sind seine Predigten mit deutscher Untertitelung bei ERF Medien zu hören. Er gehört zudem zum Vorstand des Fuller Theological Seminary, Dallas Willard Center for Spiritual Formation und Christianity Today International.
Er ist verheiratet mit Nancy Ortberg, sie haben drei erwachsene Kinder und wohnen in der kalifornischen Stadt Menlo Park.

## Theologische Lehre
Ortberg kombiniert Theologie, Psychologie und Lebenserfahrung in seiner Lehre. Zentrales Thema seiner Vorträge und seiner Bücher ist die geistliche Bildung und Veränderung der Menschen durch die Hinwendung an Gott. Darunter versteht er die Prägung und Umwandlung des menschlichen Charakters durch authentische Erfahrungen mit Gott. Dem stehe heute oft der persönliche Wunsch und der gesellschaftliche Druck nach mehr Sicherheit, Bequemlichkeit, Bedeutung und Erfolg entgegen. All das könne kein anhaltendes Glück bringen, weil die Menschen letztlich auf Gottes Ewigkeit hin angelegt seien, wo sie die tiefste Erfüllung finden würden.
In seinem 2012 erschienenen apologetischen Werk Weltbeweger legt er dar, warum Jesus und seine Nachfolger mehr für den Aufstieg unserer Kultur, für die Bildung, das Gesundheitswesen und die Gleichberechtigung von Mann und Frau getan haben als andere Bewegungen zuvor. In den Kapiteln Freitag, Samstag und Sonntag beschreibt und begründet er das Geschehen um Kreuzigung, Grablegung und Auferstehung von Jesus.
Das 2014 erschienene Buch Hüter meiner Seele ist wiederum ein seelsorgerliches Buch, das seinem Mentor Dallas Willard (1935–2013) gewidmet ist, von dem er viel gelernt hatte. Anhand von Geschichten und Beispielen beschreibt er die Seele als die Ganzheit des Menschen, die seinen Willen, Verstand, Körper und die Beziehung zu Gott einschließen. Sie sei auch mehr als das psychologische Selbst, weil sie in Schwierigkeiten, Leid und Tod gestärkt werde und wachsen könne, was er bei Willard und anderen Menschen beobachten und miterleben konnte.
In seinem Buch Die Ewigkeit ist jetzt, plädiert er für die Einsicht, dass der Glaube nicht mehr wie eine einmal erworbene Eintrittskarte in den Himmel gesehen werden solle: „was wäre, wenn Erlösung nicht vor allem bedeutete, uns in den Himmel zu bekommen, sondern vielmehr den Himmel in uns zu bekommen?“

## Werke
- Das Leben, nach dem du dich sehnst. Geistliches Training für Menschen wie du und ich. Gerth, Aßlar 1998, ISBN 978-3-89490-243-8 (Originaltitel: The Life You've Always Wanted: Spiritual Disciplines for Ordinary People).
- Reise zum Leben. Geistliches Leben für Menschen wie du und ich. Gerth, Aßlar, ISBN 978-3-89490-369-5 (zusammen mit Laurie Pederson und Judson Poling).
- Die Liebe, nach der du dich sehnst. Vom Kopf ins Herz - Gottes Liebe fühlen. Projektion J, Aßlar 2001, ISBN 978-3-89490-316-9.
- Geistliches Wachstum. Trainieren statt probieren. Projektion J, Aßlar 2002. ISBN 978-3-89490-409-8 (zusammen mit Laurie Pederson und Judson Poling).
- Das Abenteuer, nach dem du dich sehnst. Gerth, Aßlar 2014, ISBN 978-3-86591-954-0.
- Abenteuer Alltag – Teilnehmerbuch. Ein ganz normaler Tag mit Jesus. Gerth, Aßlar 2005, ISBN 978-3-86591-806-2.
- Teilnehmerbuch: Das Leben, nach dem du dich sehnst. Geistliches Training für Menschen wie du und ich. Gerth, Aßlar 2005, ISBN 978-3-89437-066-4.
- Viel näher, als du denkst. Wie sich Gott im Alltag finden lässt. Gerth, Aßlar 2006, ISBN 978-3-86591-823-9 (Originaltitel: God is closer than you think).
- Was die Seele befreit: Wege aus der Depression. Gerth, Asslar 2006, ISBN 978-3-86591-074-5 (zusammen mit Siang-Yang Tan).
- Wenn das Spiel zu Ende ist, landet alles wieder in der Kiste. Gerth Aßlar 2007, ISBN 978-3-86591-847-5 (Originaltitel: When the game is over, its all goes back in the box)
- Das Abenteuer, nach dem du dich sehnst. Wer auf dem Wasser gehen will, muss aus dem Boot steigen. Jubiläumsausg. Übers. aus dem Engl. von Karoline Kuhn.  Gerth Medien Aßlar 2014, ISBN 978-3-86591-954-0 (Originaltitel: If you want to walk on water, you have to get out of the boat).
- Warum eigentlich Ostern. Drei Tage, die alles veränderten. Aßlar 2014, ISBN 978-3-86591-879-6.
- Die Frau schweige? Gaben in der Gemeinde – ein Diskussionsbeitrag. Hänssler, Holzgerlingen 2008, ISBN 978-3-7751-4239-7.
- Stark im Sturm. Hänssler, Holzgerlingen 2008, ISBN 978-3-7751-4843-6.
- Jeder ist normal, bis du ihn kennenlernst. Wie zwischenmenschliche Beziehungen gelingen. Gerth Aßlar 2009. ISBN 978-3-86591-388-3 (Originaltitel: Everybody's normal till you get to know them)
- Glaube und Zweifel. Gerth, Aßlar 2009, ISBN 978-3-86591-860-4.
- ICH einzigartich. Wie ich so werde, wie Gott wollte, dass ich bin. Gerth, Aßlar 2010, ISBN 978-3-86591-863-5
- Abenteuer Alltag – Teilnehmerbuch mit Andachten. Ein ganz normaler Tag mit Jesus. Gerth, Aßlar 2011, ISBN 978-3-86591-874-1.
- ICH – einzigartich. Für Teens. Wie ich so werde, wie Gott wollte, dass ich bin. Gerth, Aßlar 2012, ISBN 978-3-86591-869-7 (zusammen mit Scott Rubin).
- Weltbeweger. Jesus – wer ist dieser Mensch? Gerth, Aßlar 2013, ISBN 978-3-86591-877-2 (Originaltitel: Jesus - Who is this man?).
- Jünger leben mittendrin. Neufeld Verlag, Schwarzenfeld 2014, ISBN 978-3-86256-055-4 (zusammen mit Dallas Willard).
- Hüter meiner Seele. Ordne die verborgene Welt deiner Seele – sie ist das Wertvollste, das du hast. Gerth, Aßlar 2015, ISBN 978-3-95734-062-7 (Originaltitel: Soul Keeping. Zondervan und HarperCollins 2014).
- Ich mag dich fast so, wie du bist. Gerth, Asslar 2018, ISBN 978-3-95734-511-0.
- Die Ewigkeit ist jetzt. Warum wir nicht erst sterben müssen, um den Himmel zu erleben: eine Einladung zu einem erfüllten Leben. Gerth, Asslar 2019, ISBN 978-3-95734-591-2.